# Jean-Yves
Jean-Yves ist ein französischer Doppelvorname, der sich aus den Namen Jean und Yves zusammensetzt.

## Namensträger
- Jean-Yves Berteloot (* 1957), französischer Schauspieler
- Jean-Yves Béziau (* 1965), französisch-schweizerischer Professor und Forscher
- Jean-Yves Calvez SJ (1927–2010), französischer Jesuit und Sozialphilosoph
- Jean-Yves Camus (* 1958), französischer Politikwissenschaftler und Rechtsextremismusforscher
- Jean-Yves Cendrey (* 1957), französischer Autor
- Jean-Yves Chemin (* 1959), französischer Mathematiker
- Jean-Yves Cuendet (* 1970), Schweizer Nordischer Kombinierer
- Jean-Yves Daniel-Lesur (1908–2002), französischer Organist und Komponist
- Jean-Yves Desjardins (1931–2011), kanadischer Psychologe und klinischer Sexologe
- Jean-Yves Dousset (* 1945), französischer Maler und Dichter
- Jean-Yves Duclos PC (* 1965), kanadischer Wirtschaftswissenschaftler, Hochschullehrer und Politiker der Liberalen Partei
- Jean-Yves Ducornet, französisch-US-amerikanischer Musikproduzent und Gitarrist
- Jean-Yves Empereur (* 1952), französischer Klassischer Archäologe
- Jean-Yves Escoffier (1950–2003), französischer Kameramann
- Jean-Yves Ferri (* 1959), französischer Comicautor (Asterix)
- Jean-Yves Fourmeau (* ≈1961), französischer Klassischer Saxophonist und Musikpädagoge
- Jean-Yves Girard (* 1947), französischer mathematischer Logiker
- Jean-Yves Jason (* 1964), haitianischer Politiker (RCP)
- Jean-Yves Jolif OP (1923–1979), französischer Dominikaner und Übersetzer aus dem Altgriechischen
- Jean-Yves Jung (* 1969), französischer Jazzmusiker
- Jean-Yves Klein (* 1960), kanadisch-deutscher Maler und Bildhauer
- Jean-Yves Le Déroff (* 1957), französischer Segler
- Jean-Yves Le Drian (* 1947), französischer Politiker (TdP, bis 2018 PS)
- Jean-Yves Le Mener (* 1952), Kameramann und Geschäftsmann
- Jean-Yves Lechevallier (* 1946), französischer Bildhauer und Maler
- Jean-Yves Leloup (* 1968), französischer Klangkünstler, DJ und Journalist
- Jean-Yves Leroux (* 1976), kanadischer Eishockeyspieler
- Jean-Yves Marin (* 1955), französischer Mittelalterarchäologe und Museumsleiter
- Jean-Yves Nahmias (* 1957), französischer Geistlicher und römisch-katholischer Bischof von Meaux
- Jean-Yves Rey (* 1970), Schweizer Skibergsteiger, Berg- und Marathonläufer
- Jean-Yves Riocreux (* 1946), französischer Geistlicher und em. römisch-katholischer Bischof von Basse-Terre et Pointe-à-Pitre
- Jean-Yves Roy (* 1969), kanadischer Eishockeyspieler
- Jean-Yves Sénant (* 1946), französischer Kommunalpolitiker (Les Républicains)
- Jean-Yves Tadié (* 1936), französischer Literaturwissenschaftler und em. Professor für französische Literatur
- Jean-Yves Thibaudet (* 1961), französischer Pianist
- Jean-Yves Tilliette (* 1954), französischer Mittellateinischer Philologe
- Jean-Yves Welschinger (* 1974), französischer Mathematiker